# Chandrapur
Chandrapur és una ciutat i consell municipal del districte de Chandrapur, del qual és la capital, a l'estat de Maharashtra, Índia.
És una ciutat amb importants temples i va portar fins al 1964 el nom de Chanda retornant llavors al nom original (Chandrapur = La ciutat de la LLuna"). Està situada a la riba de l'Erai al punt d'unió amb el Jarpath. La població segons el cens de 2001 és de 289.450 habitants (estimada 2009: uns 400.000 habitants, 1901: 17.803 habitants). Fou declarada municipalitat el 1867.
Vegeu també Chandrapur (zamindari)

## Història
Vegeu: Districte de Chandrapur.